# Martensova klavzula
Martensova klavzula je univerzalno pravilo mednarodnega vojnega pravo, s katerim pripadniki oboroženih sil in civilno prebivalstvo uživajo popolno varstvo in vladavino načel mednarodnega prava.
Besedilo klavzule, ki je bila prvič uporabljena v četrti haaški konvenciji (1907), je:
Pripadniki oboroženih sil  in civilno prebivalstvo uživajo varstvo in vladavino načel mednarodnega prava, tako kot izhaja iz običajev med civiliziranimi narodi, iz zakonov o človečnosti in zapovedi javne vesti, tudi če ravnanje s temi kategorijami oseb v mednarodnem vojnem pravu ni posebej urejeno.
Martensova klavzula je dobila ime po ruskem pravniku in diplomatu Martensu, ki je bil del ruske delegacije pri sestavljanju mednarodnega vojnega prava.